# Тирана (жіночий футбольни клуб)
Жіночий футбольний клуб «Тирана» або просто «Тирана» (алб. Klubi Futbollistik për Femra Tirana AS) — професіональний албанський жіночий футбольний клуб з однойменного міста. Входить до спортивного товариства «Тирана».

## Історія
Клуб був утворений у 2007 році та брав участь у першому в історії офіційному жіночому футбольному турнірі Албанії, який проводився під егідою Футбольної асоціації Албанії разом із «Жубані» (Шкодер), «Тропоєю», «Олімпіком», Рубіку, Мемаліаджем, «The Door Albania». Спочатку командою керував колишня легенада національної збірної Албанії Алтін Рракллі, а капітаном команди була Аврора Серанай, допоки клуб не очолив Ортіон Керная. Однак подвиг сезону 2009/10 років так і не вдалося повторити. 
28 січня 2009 року «Тирана» стала переможцем першого в історії чемпіонату після розгрому «Джубані Шкодера» з рахунком 4:0. «Тирана» також є першим володарем національного кубку сезону 2009/10 років, перемігши The Door Albania з рахунком 6:0. Таким чином, клуб став переможцем перших двох офіційних турнірів, організованих в Албанії для жіночого футболу.

## Досягнення

### Національні
- Жіночий чемпіонат Албанії
  -  Чемпіон (1): 2009/10
  -  Срібний призер (3): 2011/12, 2015/16, 2017/18

- Жіночий кубок Албанії
  -  Володар (1): 2009/10
  -  Фіналіст (1): 2017/18

### Регіональні
- Кубок незалежності Косово
  -  Володар (1): 2018